# 索菲婭·拉利
索菲婭·拉利（希臘語：Σοφια Ραλλη；1988年3月4日—）是希臘高山滑雪運動員。代表希臘參加2010年冬季奧林匹克運動會、2014年冬季奧林匹克運動會和2018年冬季奧林匹克運動會。最佳成績是2010年冬奧在曲道賽事排名第47名。

## 外部連結
- 索菲婭·拉利在國際滑雪總會